# Палијамбела (Солун)
Палијамбела (грч. Παλιάμπελα) је насељено место у општини Бешичко Језеро у периферији Средишња Македонија, Грчка. Према попису из 2021. године било је 57 становника.
Палијамбела се води као посебно насеље од 2013. године.